# 25163 Williammcdonald
25163 Williammcdonald è un asteroide della fascia principale esterna. Scoperto nel 1998, presenta un'orbita caratterizzata da un semiasse maggiore pari a 3,171441 UA e da un'eccentricità di 0,033066, inclinata di 9,575102° rispetto all'eclittica. Ha un periodo di rotazione di 34,30 ore.
Fa parte della famiglia di asteroidi Veritas.
William "Bill" McDonald è un appassionato astronomo dilettante. Dal 2012 è volontario nei programmi di divulgazione serale dell'Osservatorio Lowell, guidando la reintroduzione del sistema di osservazione video del programma pubblico (Mallincam) e assistendo il personale nel suo aggiornamento e manutenzione.